# Vákuumcső
A vákuumcső olyan üvegcső, melyben a levegőt ritkítva és a csőbe elektródákat helyezve elektronikus eszköz (elektroncső) hozható létre.
Normál atmoszferikus nyomáson egy levegőt tartalmazó lezárt, üvegcső két végén elhelyezett elektródára kapcsolt feszültség hatására látszólag semmi sem történik. A levegő jó szigetelő.
Az üvegcsőben egy szivattyúval ritkítva a levegőt, az áramkörbe kötött árammérőműszer kb. 40 torr nyomáson kezd áramot jelezni.
A csőben a nyomástól függően különböző fényjelenségeket figyelhetünk meg. Előbb kékeslila fényfonál jelenik meg, majd kiszélesedik.
Az elektródok között keskeny fényszál húzódik, amely a nyomás csökkenésével betölti a cső egész keresztmetszetét, hosszirányban pedig világos és sötét térrészek különböztethetők meg. A rétegződés kb. 1–0,5 torr nyomáson a legtagoltabb. Csökkenő nyomáson az anódhoz csatlakozó fényoszlop egyre inkább összehúzódik, a katód oldalán a fény előrenyomul, de mindinkább gyengül.
A cső belsejében fényjelenség 0,01 torr nyomáson már alig, 0,001–0,0001 torrnál pedig egyáltalán nem észlelhető, viszont az üvegcső fala, különösen a katóddal szemben, zöld színben fluoreszkál, és a csőben láthatatlan katódsugárzás keletkezik (feltéve, hogy a feszültség elég nagy az áram fenntartásához).
A ritkítás további fokozásával 0,000075 torr alatt a gázban megszűnik mindenfajta sugárzás és kisülés. Ekkor már a csőben nincs elegendő számú töltéshordozó, hogy a gyorsítófeszültség hatására áramot tartson fenn.